# 西五百川村
西五百川村（にしいもがわむら）は山形県西村山郡にあった村。現在の朝日町西部、最上川左岸、朝日川流域にあたる。

## 地理
- 山：道円山、高鳥屋山、伏辺山、鳥屋山、小朝日岳、大朝日岳、平岩山、御影森山、前御影森山、中沢峰、八形峰、葉山、大禿森山、頭殿山、尖山、暖日山、風切山、六郎山、白目山、上倉山
- 河川：最上川、朝日川

## 歴史
- 1889年（明治22年）4月1日 - 町村制の施行により、常盤村、松程村、太郎村、大船木村、今平村、石須部村、立木村、白倉村、長沼村、三中村の区域をもって発足。
- 1954年（昭和29年）11月1日 - 宮宿町・大谷村と合併して朝日町が発足。同日西五百川村廃止。